# Битола (община)
Община Битола (мак. Општина Битола) — община в Північній Македонії. Адміністративний центр — місто Битола. Розташована на півдні Македонії, Пелагонійський статистично-економічний регіон, з населенням 95 385 мешканців, які проживають на площі — 787,95 км².